# Cryptoblepharus litoralis
Cryptoblepharus litoralis (прибережний змієокий сцинк) — вид сцинкоподібних ящірок родини сцинкових (Scincidae). Мешкає в Австралії і Папуа Новій Гвінеї.

## Опис
Довжина прибережного змієокого сцинка (без врахування хвоста) становить 55 мм. Верхня частина тіла має тнемно-коричневе або чорне забарвленя, поцятковане білими або бежевими плямами. Поверхня стоп блискучо-чорна.

## Підвиди
Виділяють три підвиди:
- Cryptoblepharus litoralis horneri Wells & Wellington, 1985;
- Cryptoblepharus litoralis litoralis (Mertens, 1958);
- Cryptoblepharus litoralis vicinus Horner, 2007.

## Поширення і екологія
Прибережні змієокі сцинки мешкають на північному узбережжі Північної Території та на сусідніх островах, на узбережжі Квінсенду (від Кейп-Йорка до Рокгемптона) і на сусідніх островах, а також на островах Торресової протоки. Вони живуть серед каміння на морських узбережжях. Живляться дрібними наземними і морськими безхребетними, зокрема бокоплавами.